# Campo magnético da Lua

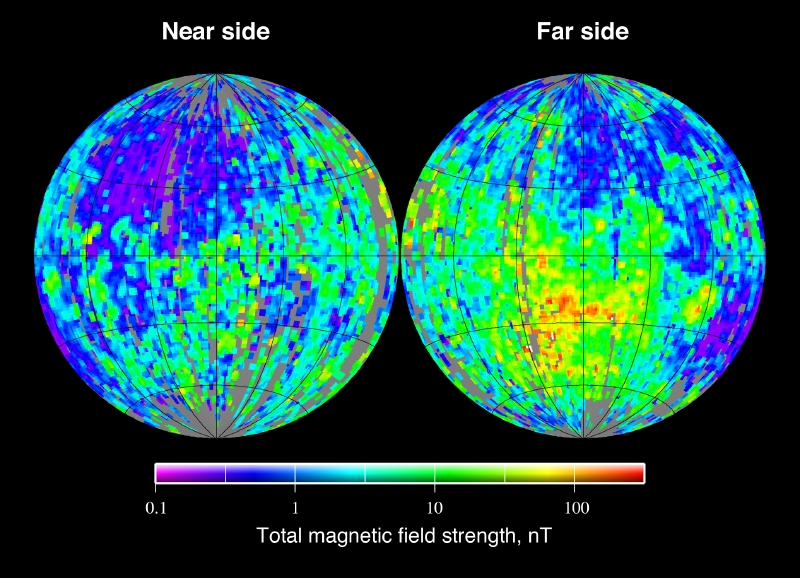
Força total do campo magnético na superfície da Lua, derivada do experimento do refletômetro de elétrons Lunar Prospector.

O campo magnético da Lua é muito fraco em comparação com o da Terra; a principal diferença é que a Lua não possui um campo magnético dipolar atualmente (como seria gerado por um geodinâmico em seu núcleo), de modo que a magnetização presente é variada (veja a figura) e se origina quase inteiramente na crosta local; então é difícil comparar como uma porcentagem com a Terra. Mas, uma estimativa é de cerca de 5 microtesla em comparação com os 50 da Terra. A lua não tem uma magnetosfera. Evidências fornecidas pelo MIT sugerem que o dínamo lunar terminará em cerca de 1 bilhão de anos.

## Histórico
As medidas paleomagnéticas das amostras da Apollo indicam que a Lua gerou um dínamo nuclear com intensidades do campo superficial de várias dezenas de microtesla durante o período de 4,25 a 3,56 bilhões de anos. Não se sabe quanto tempo o dínamo persistiu além desse período.